# Inkvisitoriskt system
Inkvisitoriskt system är ett rättssystem där domstolen har en aktiv del i utredningen och den tilltalade betraktas som ett förhörsobjekt snarare än en motpart likaställd åklagaren. Domaren fungerar både som ordförande och undersökningsledare. 
I vissa civilrättsliga system förekommer det inkvisitoriska systemet.[källa behövs] I Frankrike är en minoritet av alla domstolar organiserade på detta sätt.[källa behövs]
Det inkvistoriska systemet står i motsats till ett ackusatoriskt system.